# 黒之瀬戸

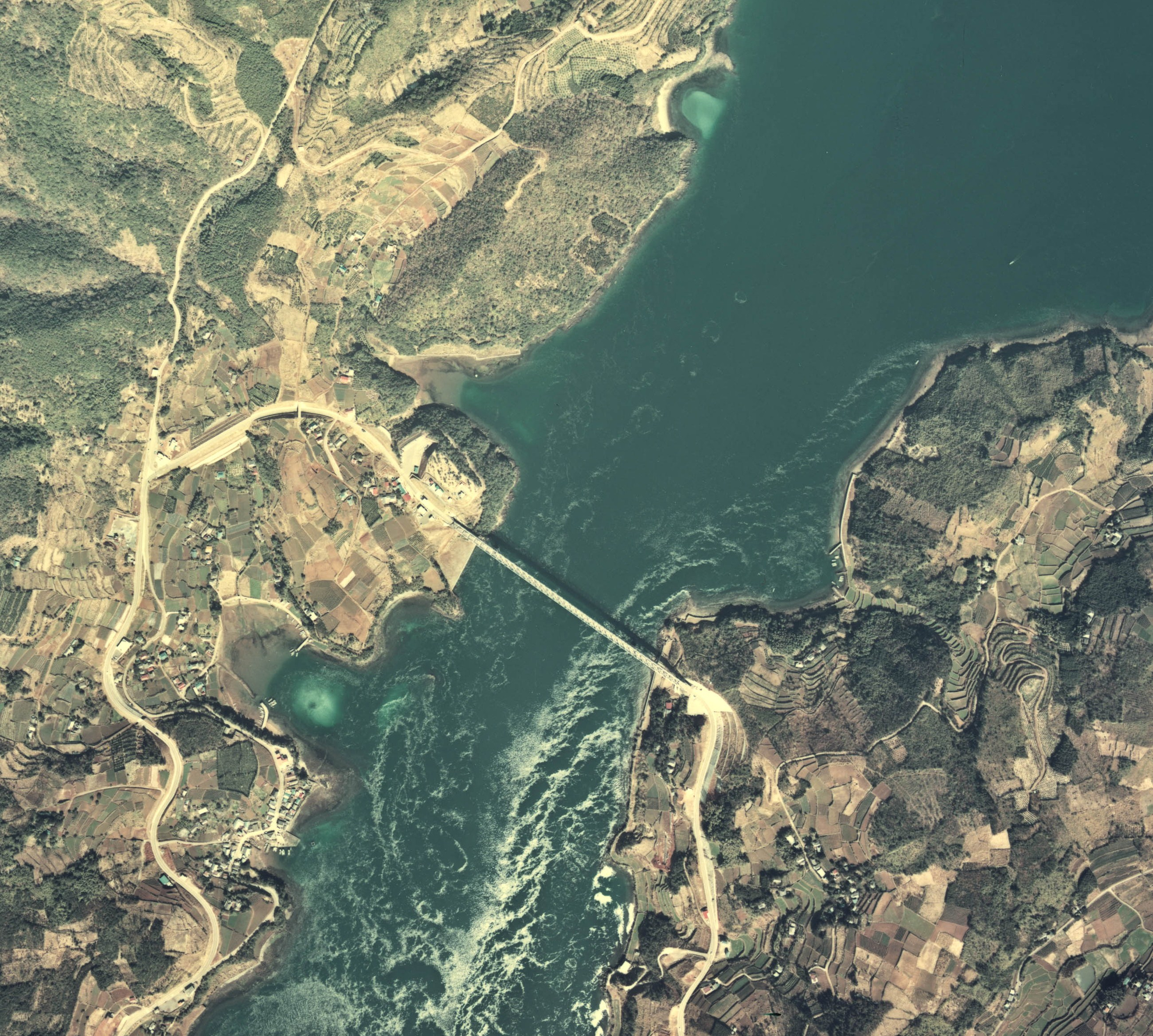
黒之瀬戸で最も狭くなる辺りに黒之瀬戸大橋が架かっている

黒之瀬戸（くろのせと）は、鹿児島県長島町と阿久根市の間にあり、八代海と東シナ海を繋ぐ海峡。

## 概要
黒之瀬戸は幅500m、長さ4Km程と狭いため、大変流れが速く干潮時には大渦（渦潮）が発生する。古来より、薩摩の隼人の瀬戸として広く知られており、長田王が歌ったとされる「隼人の薩摩の迫門を雲ゐなす遠くも我はけふみつるかも」が万葉集に掲載されている。1946年（昭和21年）に黒之浜と東町瀬戸の間に県営フェリーが就航したが、1974年に有料道路として黒之瀬戸大橋が架けられ、それに伴い県営フェリーは廃止された。後に黒之瀬戸大橋は1990年に建設費用回収完了に伴い無料開放された。